# John Olver
John Olver (Kanada, North Burnaby, Brit Columbia, 1958. augusztus 3. –) jégkorongozó és sikeres edző.

## Játékos karrier
Komolyabb junior karrierjét a BJCHL-es Kelowna Buckaroosban kezdte 1975-ben és 1977-ig játszott ebben a csapatban. Az utolsó idényében 64 mérkőzésen 142 pontot szerzett. 1977–1980 között a University of Michigan játékosa volt. Az 1978-as NHL-amatőr drafton a Colorado Rockies választotta ki a nyolcadik kör 125. helyén. Az egyetem után nem játszott sehol. 1981-ben kezdte edzői pályafutását, mint másodedző.

## Edzői karrier
Edzői karrierjét a BCJHL-es New Westminster Royalsnál kezdte 1981–1982-ben. mint másodedző. Ezután kis szünet következett, majd 1983–1984 a szintén BCJHL-es Langley Eagles csapatánál lett edző. A következő szezonban már a WHL-es New Westminster Bruinsnál volt másodedző de a szezon közben visszakerült a Langley Eagleshöz mesternek. Három év szünet után a WHL-es Tri-City Americansnál edzősködött. A következő három idényben a BCJHL-ben volt edző (egy év a New Westminster Royalsnál és kettő a Kelowna Spartansnál). Újabb két év szünet után a WCHL-es Fresno Falconsban lett edző de nem jutottak be a rájátszásba. Egy év szünet után a WCHL-es Tacoma Sabercatsnél töltött el két évet, és elsőre a döntőig jutottak, de ott kikaptak. Majd a következő évben újra eljutottak a döntőig, és megnyerték a Taylor-kupát. Egy év szünet után a WCHL-es Idaho Steelheadsnél lett edző 2000–2005 között. 2002-ben elbukták a döntőt. Majd a csapat átköltözött az ECHL-be mert a WCHL megszűnt. Ebben a ligában 2004-ben bajnokok lettek, vagyis megnyerték a Kelly-kupát. A következő idényben már a rájátszás első körében kiestek. 2005–2007 között a Northern Michigan University-n volt másodedző.

## Külső hivatkozások
- Statisztika